# Toni, männlich, Hebamme – Nestflucht
Nestflucht ist ein deutscher Fernsehfilm von Sibylle Tafel aus dem Jahr 2021. Es handelt sich um die fünfte Episode der ARD-Reihe Toni, männlich, Hebamme mit Leo Reisinger als Münchner Hebamme Toni in der Hauptrolle. Die deutsche Erstausstrahlung erfolgte am 15. Oktober 2021 auf dem ARD-Sendeplatz Endlich Freitag im Ersten.

## Handlung
Eigentlich wollte Toni mit Franzl und seinen Kindern gemütlich den jährlichen Campingurlaub verbringen, doch schon bald erreicht ihn ein Anruf von der Polizei, weil Luise die Trennung von Leo nicht verkraftet hat, ihm nun die Reifen seines Porsches zerstochen hat und dabei erwischt wurde. So holt er sie bei der Polizei ab und bringt sie nach Hause. Dabei stellt er fest, dass Luise mit ihrer Tochter Lotta total überfordert und übernächtigt ist. Wieder zurück auf dem Campingplatz findet Toni zufällig in der Tasche seiner Tochter Josie einen positiven Schwangerschaftstest. Er informiert Hanna darüber, die natürlich sofort vorbeikommt und Josie ein Standpauke hält, was überhaupt nicht zielführend ist.
Am nächsten Morgen stellt Franzl fest, dass sein Auto verschwunden ist und Josie auch nicht mehr da ist. Sie machen sich auf die Suche nach ihr und müssen feststellen, dass ihre Tochter so gar nicht mehr an der Schule interessiert ist. Denn als sie bei Justus vorbeigehen, der Josie eigentlich Nachhilfe geben sollte, erfahren sie, dass Josie schon länger nicht mehr da war. Josie trifft sich mit ihrer besten Freundin Roxy, denn sie haben einen Plan: Sie wollen nach Australien, um mitzuhelfen, das Klima zu retten. Doch die Schwangerschaft macht einen Strich durch die Rechnung. Roxy schlägt deshalb vor, dass sie zu Luise gehen, um einen Schwangerschaftsabbruch durchführen zu lassen. Doch die erklärt ihnen, dass sie das nicht sofort tun kann, weil Josie zunächst zur Beratung gehen muss.
Toni und Hanna suchen zu Hause nach Spuren, wo sich Josie befinden könnte, dabei stoßen sie unter anderem auf Briefe von der Schule, die sie abgefangen hat, damit ihre Eltern nicht erfahren, wie es effektiv um sie steht. Luise kommt vorbei und erzählt ihnen vom Besuch von Josie in der Praxis. Als sie danach den Computer von Josie durchsuchen, findet Ferdi Informationen über Frachtschiffreisen. Da fällt Hanna ein, dass sie Josie ihr altes Handy überlassen hat und die Ortung immer noch eingeschaltet sein sollte. Sie machen sich auf die Verfolgung der beiden, Luise überlässt ihr Baby Franzl und Ferdi, die zu Hause bleiben. Zumindest Franzl hat keine Freude daran, denn eigentlich hätte er ein Date mit Evi zu ihrem einjährigen Jubiläum. Er hat deswegen auch extra einen Pilzkuchen gebacken, dem er auch Zauberpilze beigemischt hat.
Luise bekommt unterwegs Hunger, da sie aber keine Zeit für einen Stopp haben, sucht sie im Camper nach etwas Essbarem und findet im Backofen den Pilzkuchen. Auch Hanna isst ein Stück davon. Josie und Roxy besuchen das Sea Life beim Olympiapark, weil Roxy ihr zeigen will, worum es bei ihrer Reise geht. Als sie plötzlich ihre Eltern und Luise entdeckt, flüchten sie und wundern sich zunächst, wie sie sie finden konnten. Dabei fällt Josie ein, dass sie ja das alte Handy ihrer Mutter hat und prompt entdecken sie die aktive App, die ihren Standort übermittelt. Sie lassen es in einem Lastwagen verschwinden und locken damit ihre Verfolger auf eine falsche Spur.
Nachdem auch Toni vom Pilzkuchen gegessen hat, beginnen die Pilze zu wirken und alle drei sind high. Um wieder klar zu werden, entschließen sie sich in einem kalten Baggersee nackt zu baden. Toni erkennt dabei sein Problem, denn er steht zwischen zwei Frauen, die er beide liebt. Josie übernachtet mit Roxy in einer Scheune, haut aber über Nacht ab, weil sie den Kindsvater besuchen will, um ihm die Neuigkeiten zu überbringen. Luise, Hanna und Toni erwachen am nächsten Morgen in einer Zelle und wissen nicht mehr, was passiert ist. Der Polizist klärt sie darüber auf, dass sie in der Nacht Vandalismus auf dem Fußballplatz von Leos Mannschaft begangen haben. Josie besucht Ben, um ihm zu sagen, dass sie schwanger ist. Da er nichts damit zu tun haben will, macht sie Schluss mit ihm. Franzl und Ferdi sind mit Baby Lotta total überfordert, sie sind die ganze Nacht mit ihr im Auto herumgefahren, weil sie nur so geschlafen hat und nun richten sie ein riesiges Chaos in der Wohnung an. Zum Glück kommt Evi vorbei und unterstützt sie.
Als Josie wieder zurück zu Roxy fahren will, stellt sie fest, dass sie von der Polizei verfolgt wird. Sie verliert die Kontrolle über den Wagen und landet in einem Maisfeld. Verletzt landet sie im Krankenhaus, wo sie gleich Besuch von ihren Eltern erhält. Ein klärendes Gespräch bringt alle wieder zur Vernunft, Toni und Hanna überlassen es Josie zu entscheiden, ob sie das Kind will oder nicht. Nachdem sie sich um Luises Baby gekümmert hat, entscheidet sie sich, dass sie jetzt noch kein Kind will. Danach hilft Toni Luise noch, endlich mit Leo abzuschließen.

## Hintergrund
Nestflucht wurde vom 27. Juli bis zum 24. September 2020 unter dem Arbeitstitel Teen-Mom in München und Umgebung gedreht. Produziert wurde der Film von der Bavaria Fiction.

## Rezeption

### Einschaltquote
Die Erstausstrahlung am 15. Oktober 2021 im Ersten wurde von 3,61 Millionen Zuschauern gesehen, was einem Marktanteil von 13,2 % entspricht.

### Kritiken
Die Kritiker der Fernsehzeitschrift TV Spielfilm zeigten mit dem Daumen zur Seite und vergaben für Humor zwei und für Spannung einen von drei möglichen Punkten. Sie resümierten: „Nicht nur Josie wird hier die Flucht ergreifen!“.
Rainer Tittelbach von Tittelbach.tv meinte dazu: „Sebastian Stojetz, Drehbuchautor und Ideengeber, und Ko-Autorin und Regisseurin Sibylle Tafel machen in ‚Nestflucht‘ in etwa so weiter wie in ihren bisherigen vier Filmen 2019 und 2020: Es sind Dramödien mit komödienhaftem Kern, vor allem das erotisch aufgeladene Beziehungsdreieck betreffend, plus einem ‚relevanten‘ Thema als Drama-Beigabe.“ und „Der Sympathie-Bonus des durchgängigen Personals wird auf diese Weise gut genutzt und sorgt für einen zumindest finalen Feelgood-Charakter.“